# Haplogroupe N (ADNmt)

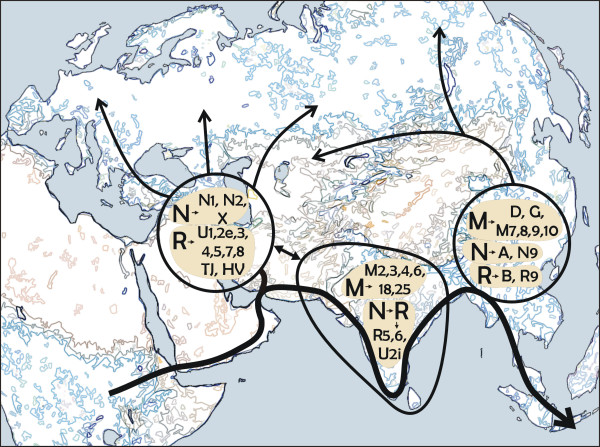
Itinéraires proposés pour la colonisation initiale de l’Eurasie sur la base des haplogroupes M et N d'ADNmt

Pour les articles homonymes, voir Haplogroupe N.
L'haplogroupe N est un haplogroupe d'ADN mitochondrial humain (ADNmt). N est un macrohaplogroupe dont les lignées descendantes sont présentes sur de nombreux continents. Comme son groupe frère M, le macrohaplogroupe N est un descendant de l'haplogroupe L3.

## Eurasie
Tous les haplogroupes d’ADNmt trouvés en dehors de l'Afrique sont les descendants de l’haplogroupe N ou de son groupe frère M. M et N illustrent la théorie de l'origine africaine de l'Homme moderne et de sa sortie d'Afrique à une date récente vers l'Eurasie. La répartition mondiale des haplogroupes N et M semble indiquer que N et M ont évolué en dehors du continent africain. Une division majeure de population près du golfe Persique expliquerait l'omniprésence de l'haplogroupe N et l'absence de l'haplogroupe M en Eurasie occidentale. La question de savoir si les mutations qui définissent l'haplogroupe N lui-même se sont produites pour la première fois en Asie ou en Afrique reste toutefois débattue.

## Buran-Kaya (Crimée)
L'analyse du génome d'un individu fossile daté de 36 000 ans environ, originaire de Buran-Kaya III en Crimée (Buran-Kaya3A), confirme que les groupes du Gravettien seraient issus d'une branche orientale de la population fondatrice de chasseurs-cueilleurs européens qui se serait étendue depuis la Russie actuelle vers l'ouest,. Il a été déterminé que l'haplogroupe mitochondrial de Buran-Kaya3A appartenait à l'une des premières branches de la lignée N, à savoir N1. De manière surprenante, cette attribution se situe en dehors des lignées précédemment rapportées pour l'Europe du Paléolithique supérieur, qui proviennent presque toutes de branches N plus récentes (haplogroupes U et R). Le N1 de Buran-Kaya3A se distingue notablement de l'haplogroupe mitochondrial N identifié à partir de la mandibule âgée d'environ 40 000 ans de Peștera cu Oase, en Roumanie, qui appartient à une branche plus basale et qui n'a pas de descendants modernes. En outre, le N1 de Buran-Kaya3A est porteur de trois des huit mutations survenues avant N1b, un rare haplogroupe, fréquent au Proche-Orient et diffus de l'Eurasie occidentale à l'Afrique. Les descendants du nœud N1b incluent N1b2, avec les mutations A1719G, C5507A, A12026G, T15784C et A16258C, présent actuellement en Somalie et Yémen, et N1b1b1, avec la mutation T14581C, présent dans près de 6 % des haplogroupes Juifs ashkénazes et ça existe aussi chez les Juifs séfarades.
Ainsi, les séquences mitochondriales ramifiées à la fois en amont et en aval de la séquence Buran-Kaya3A peuvent être retracées jusqu'au Proche-Orient, et la présence moderne en Europe d'haplogroupes descendants de la branche N1 (N1b1b et N1a1a) à laquelle appartient Buran-Kaya3A semble être due à des migrations ultérieures depuis le Proche-Orient. L'analyse a déterminé que Buran-Kaya3A possédait 3,4 % d'ascendance néandertalienne, un niveau typique des Eurasiens de l'époque, mais légèrement supérieur aux Eurasiens actuels (environ 2 %).

## Néolithique
L'haplogroupe N1a1a est l'une des deux lignées d'ADNmt - l'autre étant K1a - observées chez les agriculteurs du Néolithique ancien d'Anatolie centrale. En Grèce, il n'est enregistré qu'au Néolithique moyen et tardif.
N1a est l’haplogroupe le plus caractéristique des premiers agriculteurs de la plaine de Pannonie et d'Europe centrale. La présence de N1a chez les premiers agriculteurs de Pannonie (6,82 à 10,26 %) et en Europe centrale renforce encore son rôle de marqueur de la route danubienne de l'expansion néolithique. A contrario, les haplogroupes N1a de l'ADNmt et NRY G2a sont rares parmi les populations européennes d'aujourd'hui, ce qui reflète la différence entre les populations des cultures du VIe millénaire av. J.-C. et les populations actuelles vivant en Europe.